# Isokaze (1939)
Isokaze (jap. 磯風 , いそかぜ , イソカゼ  pol. „bryza”) – niszczyciel japońskiej Cesarskiej Marynarki Wojennej typu Kagerō z okresu II wojny światowej. Brał udział w działaniach od początku wojny na Pacyfiku, samozatopiony 7 kwietnia 1945 po uszkodzeniu przez samoloty amerykańskie podczas rajdu z pancernikiem „Yamato” w kierunku Okinawy (operacja Ten-Go).

## Historia
„Isokaze” był dwunastym okrętem z typu dużych japońskich niszczycieli typu Kagerō (numer budowy 28). Był drugim okrętem o tej nazwie, oznaczającej „wiatr na plaży”, po niszczycielu z 1917 (czołowym okręcie typu Isokaze).
Stępkę pod budowę okrętu położono 25 listopada 1938 w Stoczni Marynarki w Sasebo, kadłub wodowano 19 czerwca 1939, a okręt wszedł do służby 30 listopada 1940.

## Służba
Po wejściu do służby „Isokaze” został przydzielony do 17 Dywizjonu (Kuchikutai) 1 Eskadry Niszczycieli (Suirai Sentai) 1 Floty – wraz z „Urakaze”, „Hamakaze” i „Tanikaze”. Pierwszym dowódcą był kmdr por. Shunichi Toyoshima.

### Skrót służby podczas II wojny światowej
Osłona lotniskowców dokonujących atak na Pearl Harbor (7 grudnia 1941), ataki lotnicze w południowo-wschodniej Azji, atak na Darwin (19 lutego 1942), rajd na Ocean Indyjski (kwiecień 1942). Osłona lotniskowców w bitwie pod Midway (4-5 czerwca 1942). Działania w rejonie Wysp Salomona od sierpnia 1942 do lutego 1943: rejsy transportowe na Guadalcanal i inne wyspy, zadania eskortowe, osłona okrętów w bitwie koło wysp Santa Cruz (26 października 1942). Od grudnia działania w rejonie Nowej Georgii. 10 stycznia 1943 udział w zatopieniu amerykańskiego okrętu podwodnego USS „Argonaut”. Ewakuacja Guadalcanalu (luty 1943). Uszkodzenie przez lotnictwo 8 lutego 1943 – remont w Japonii od marca. Zadania eskortowe w rejonie zachodnich Wysp Salomona od lipca 1943. Bitwa pod Horaniu 17-18 sierpnia. Rejsy transportowe w tamtym obszarze. Bitwa pod Vella Lavella (6-7 października 1943). Uszkodzenie na minie koło Kaviengu 4 listopada, remont i przezbrojenie w Japonii od listopada do stycznia 1944. Zadania eskortowe, po czym osłona lotniskowców w bitwie na Morzu Filipińskim (czerwiec 1944), osłona zespołu adm. Kurity w bitwy o Leyte (październik 1944), potem operacje w rejonie Filipin. Udział w operacji Ten-gō – samozatopiony 7 kwietnia 1945 po ciężkim uszkodzeniu przez amerykańskie lotnictwo na południe od Nagasaki.

### Działania lotniczo-morskie pierwszego etapu wojny, 1941-1942
W pierwszym okresie II wojny światowej na Pacyfiku, „Isokaze” osłaniał lotniskowce japońskiego Zespołu Uderzeniowego adm. Chūichi Nagumo, począwszy od ataku na Pearl Harbor 7 grudnia 1941. W styczniu 1942 eskortował lotniskowce z Japonii do wysuniętej bazy Truk, po czym osłaniał je podczas ataków na Rabaul i Kavieng (20-23 stycznia 1942), ataku na Darwin w Australii (19 lutego), Zatokę Staring na Celebes (21 lutego), Cilacap (5 marca) i podczas rajdu na Ocean Indyjski (27 marca-kwiecień 1942). W międzyczasie, 7 marca osłaniał pancerniki „Kongō” i „Haruna” bombardujące Wyspę Bożego Narodzenia.
10 kwietnia 1942 17. Dywizjon został przydzielony do 10. Eskadry Niszczycieli 1. Floty Powietrznej. Od 27 kwietnia „Isokaze” był dokowany w Kure. Następnie, 4-5 czerwca 1942 brał udział w osłonie lotniskowców podczas bitwy pod Midway. Wraz z „Hamakaze” ratował rozbitków z tonącego lotniskowca „Sōryū”.

### Rejon Wysp Salomona, 1942−1943

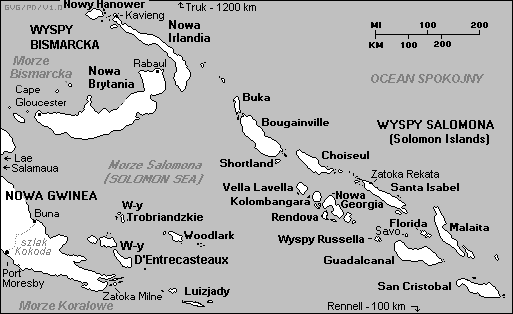
Rejon działań 1942−1943 (baza Truk leży ok. 1300 km na północ od Rabaulu)

14 lipca 10. Eskadra Niszczycieli została podporządkowana 3. Flocie. W sierpniu okręt został skierowany na obszar walk toczonych wokół Guadalcanalu w archipelagu Wysp Salomona, bazując głównie w Rabaulu. 24 sierpnia w nocy wziął udział w bombardowaniu lotniska Henderson Field na Guadalcanalu. 25 sierpnia, podczas lotniczo-morskiej bitwy koło wschodnich Salomonów eskortował transport wojska na Guadalcanal, który nie doszedł jednak do celu. 27 i 28 sierpnia uczestniczył w odwołanych rejsach zaopatrzeniowych na Guadalcanal. Podczas rejsu w celu ewakuacji załogi wyspy Goodenough (wyspy d’Entrecasteaux) 10-11 września 1942, przerwanego na skutek ataków lotnictwa, został powierzchownie uszkodzony bliskimi trafieniami bomb. W tym okresie też pełnił zadania eskortowe w rejonie Rabaul-Shortland. 25-27 września wraz z „Mochizuki” ewakuował rozbitków z niszczyciela „Yayoi” z wyspy Normanby (wyspy d’Entrecasteaux). Brał udział w powietrzno-morskiej bitwie koło wysp Santa Cruz 26 października 1942, eskortując okręty zespołu awangardy admirała Abe.
Pomiędzy 2-7 listopada „Isokaze” eskortował lotniskowiec „Zuihō” i krążownik „Kumano” z Truk do Japonii (wraz z „Hamakaze”), po czym został tam dokowany w celu remontu. 22 listopada nowym dowódcą został kmdr ppor. Sumiya Kamiura (poprzednio dowódca „Hatsuyuki”). 5 grudnia okręt przybył z powrotem do bazy Truk (eskortując krążowniki „Haguro” i „Myōkō” dostarczające żołnierzy na Truk, następnie do Rabaulu). Pełnił następnie zadania eskortowe, w tym 16-20 grudnia eskortował lotniskowiec „Jun'yō” z Truk w osłonie transportów żołnierzy na Wewak i Madang. Eskortując konwój z Rabaulu do Lae na północy Nowej Gwinei, 10 stycznia 1943 wraz z „Maikaze” zatopił amerykański okręt podwodny USS „Argonaut”. Biorąc udział w rejsie zaopatrzeniowym na Guadalcanal, został 15 stycznia lekko uszkodzony bliskimi trafieniami bomb podczas ataku lotniczego. Po rejsach zaopatrzeniowych do zatoki Rekata (wyspa Santa Isabel) i na Kolombangarę, brał udział w ewakuacji garnizonu Guadalcanalu 1 i 4 lutego 1943.
8 lutego, podczas rejsu ewakuacyjnego z Wysp Russella został uszkodzony przez lotnictwo – trafiony bombą w rufę (10 zabitych). Po naprawach w Rabaulu i Truk, w dniach 22-29 marca eskortował transportowiec samolotów „Keiyo Maru” z Truk do Japonii, po czym był dokowany i remontowany w Kure. W lipcu eskortował zespół floty z Japonii do Truk, po czym wypełniał zadania eskortowe w tamtym rejonie, eskortując głównie krążowniki między Truk i Rabaulem. 21-22 lipca eskortował transportowiec wodnosamolotów „Nisshin” w rejsie transportowym na Shortland, po czym brał udział w ratowaniu rozbitków po zatopieniu „Nisshin” przez lotnictwo.
17-18 sierpnia wziął udział w osłonie desantu w Horaniu na północy wyspy Vella Lavella, podczas którego doszło do starcia z amerykańskimi niszczycielami pod Horaniu (mimo niewielkich strat japońskich, akcja zakończyła się pomyślnie). W ciągu dalszych miesięcy uczestniczył w dalszych nocnych rejsach transportowych w tamtym obszarze (Tuluvu, Buka). 26 sierpnia osłaniał ewakuację bazy w zatoce Rekata, a 28 września i 2 października – Kolombangary. W nocy 6-7 października uczestniczył w starciu z amerykańskimi niszczycielami koło Vella Lavella, w składzie zespołu osłony.
1 listopada 1943 nowym dowódcą został kmdr ppor. Saneho Maeda (poprzedni dowódca „Ikazuchi”). Okręt następnie eskortował konwój z Truk do Kaviengu, gdzie 4 listopada odniósł umiarkowane uszkodzenia na minie (ograniczenie prędkości do 16 węzłów), lecz zdołał powrócić do Truk. Pomiędzy 12-18 listopada wraz z uszkodzonym niszczycielem „Shiratsuyu” powrócił do Japonii, po czym był remontowany w Kure (prawdopodobnie wówczas wieża nr 2 dział 127 mm została zamieniona przez 2 potrójne stanowiska działek plot 25 mm). Około połowy 1943 roku na niszczycielach tego typu zamieniano też dwa dotychczasowe podwójnie sprzężone działka 25 mm na śródokręciu na potrójnie sprzężone oraz dodawano jedno podwójne stanowisko przed mostkiem.

### Działania lotniczo-morskie końcowego etapu wojny, 1944–1945
Po remoncie, w dniach 6-26 stycznia 1944 eskortował transportowiec „Asaka Maru” z Yokosuki przez atole Enewetak i Kwajalein do Truk. Zajmował się następnie zadaniami eskortowania sił floty i konwojów, głównie w rejonie Truk – Palau – Lingga.
W dniach 19-20 czerwca 1944 brał udział w lotniczo-morskiej bitwie na Morzu Filipińskim, w eskorcie Zespołu A admirała Ozawy. Ratował podczas niej rozbitków ze storpedowanego lotniskowca „Taihō”. Od lipca do października pełnił zadania eskortowe, głównie osłaniał japońskie pancerniki pomiędzy Japonią, Kure i Lingga.
W dniach 23-25 października 1944 wziął udział w bitwie o Leyte, eskortując 1 Uderzeniowy Zespół Dywersyjny adm. Kurity. 25 października w starciu tej bitwy koło Samar brał udział w ataku torpedowym na amerykańskie lotniskowce eskortowe i w zatopieniu niszczyciela USS „Johnston”. Po bitwie powrócił do Brunei, w którym rejonie następnie operował. 9-12 listopada eskortował z Brunei siły floty osłaniające operację transportową na Leyte na Filipinach. 15 listopada 17. Dywizjon został przydzielony do 2. Eskadry Niszczycieli II Floty. Eskortując następnie siły floty z Brunei do Kure (16-24 listopada), 21 listopada uratował 91 rozbitków ze storpedowanego pancernika „Kongō”. 28-29 listopada eskortował lotniskowiec „Shinano” z Yokosuki, po czym po jego storpedowaniu pomagał ratować rozbitków. Od 31 grudnia eskortował z Moji konwój HI-87 z lotniskowcem „Ryūhō” na Formozę, po czym 8 stycznia 1945 eskortował uszkodzony w kolizji niszczyciel „Hamakaze” do Mako na Peskadorach. Pomiędzy 12-18 stycznia powrócił z lotniskowcem „Ryuho” do Kure. Do marca przebywał następnie na Morzu Wewnętrznym.
Ciężko uszkodzony 7 kwietnia 1945 roku przez samoloty z lotniskowców amerykańskiego zespołu Task Force 58 podczas rajdu eskadry wiceadmirała Seiichi Itō z pancernikiem „Yamato” w kierunku Okinawy (operacja Ten-gō). Uszkodzony bliskim wybuchem bomby, stracił sterowność (20 zabitych, 54 rannych). 285 rozbitków wraz z dowódcami okrętu i 17. Dywizjonu (kmdr Kiichi Shintani) przejął niszczyciel „Yukikaze”, po czym dobił „Isokaze” ogniem artylerii. Zatonął 150 mil na południowy wschód od Nagasaki, w rejonie pozycji . 25 maja 1945 został oficjalnie skreślony z listy floty.
Dowódcy:
1. kmdr por. Masashichi Shirahama – 30 listopada 1940 – 25 lutego 1941
2. kmdr por. Kenma Isogu – 25 lutego 1941 – 10 września 1941
3. kmdr por. Shunichi Toyoshima – 10 września 1941 – 22 listopada 1942
4. kmdr ppor. Junnari Kamiura – 22 listopada 1942 – 1 listopada 1943
5. kmdr ppor. Saneho Maeda – 1 listopada 1943 – 7 kwietnia 1945

## Dane techniczne
Opis konstrukcji i szczegółowe dane – w artykule niszczyciele typu Kagerō. Poniżej dane ogólne dla niszczycieli tego typu.
- wyporność:
  - standardowa: 2033 t
  - pełna: ok. 2600 t
- wymiary:
  - długość całkowita: 118,5 m
  - długość na linii wodnej: 116,2 m
  - szerokość: 10,8 m
  - zanurzenie: 3,8 m
- napęd: 2 turbiny parowe o mocy łącznej 52 000 KM, 3 kotły parowe (ciśnienie pary 30 at), 2 śruby
- prędkość maksymalna: 35 w.
- zasięg: 5000 mil morskich przy prędkości 18 w.
- zapas paliwa: 500 t.
- załoga: 240

Uzbrojenie i wyposażenie:
- po wejściu do służby:
  - 6 dział 127 mm w wieżach dwudziałowych (3xII).
    - Długość lufy – L/50 kalibrów, kąt podniesienia 55°

  - 4 działka przeciwlotnicze 25 mm Typ 96 (2xII)
  - 8 wyrzutni torpedowych 610 mm (2xIV, 16 torped Typ 93)
  - 2 miotacze bomb głębinowych (16 bomb głębinowych)

- od końca 1943:
  - 4 działa 127 mm (2xII)
  - 14-28 działek przeciwlotniczych 25 mm Typ 96 (4xIII, 1xII, 0-14xI, ilość zwiększana podczas wojny)
  - 4 wkm plot 13,2 mm
  - 8 wyrzutni torpedowych 610 mm (2xIV)
  - 4 miotacze bomb głębinowych (36 bomb głębinowych)